# 노윤석
노윤석(魯允錫, Yun-Suk Roh, 1924년 3월 28일 ~ 2014년 11월 7일)은 대한민국의 목회자이다. 인동교회, 영등포 한남교회,, 그리고 서울 숭신교회의 담임 목사였으며 합동신학대학원대학교의 이사, 대한예수교장로회(합신) 제 73회 총회장, 그리고 기독교개혁신보의 이사장을 역임하였다. 그와 가까이 함께했던 목회자로 김관형 목사, 전칠홍 목사, 김창인 목사, 정문호 목사, 김재환 목사 등이다. 신학자 안명준 박사가 그의 사위이다.

## 학력
- 1942년 선천 숭신국민학교 졸업
- 1946년 선천상업학교 졸업
- 1953년 부산 고려신학교 예과(현 고신대학교)  2년 수료
- 1958년 부산 고려신학교 별과(현 고려신학대학원) 3년 졸업

## 경력
- 1947년 천현국민학교 교사 3년간 근무 (경기도청)
- 1952년 경북 아포 인동장로교회 전도사 시무
- 1954년 10월 10일- 1955년 9월 18일 서울 충현교회 전도사 시무[5]
- 1955년 경북 인동장로교회 전도사 시무
- 1959년 영등포 한남교회 전도사 시무
- 1961년 상기교회 담임 목사로 시무 (경기노회 3월 안수)
- 1973년 숭신교회 당임으로 시무
- 1984년 합동신학대학원대학교 이사 취임 (7년간 역임)
- 1988년 대한예수교장로회(합신) 제 73회 총회장 (1년간 역임)
- 1991년 –1993년 기독교개혁신보사 이사장으로 취임
- 1995년 숭신교회 원로목사 추대
- 1995년 경충노회(현 북서울노회)에서 공로목사로 추대

## 생애
노윤석 목사는 1924년 3월 28일 평안북도 선천군 수청면 고읍동 59번지에서 아버지 노효풍과 어머니 김순보 사이에 태어났다. 그의 형님으로 노윤승, 노윤경(목사)이고 누님으로 노윤명, 여동생으로는 노윤래(권사), 노윤옥(사모)이다. 그의 선조와 친척들은 신앙의 가문으로 조선예수교장로회사기(상)에 기록되었는데 선천군읍교회(宣川郡邑敎會)를 세운 고읍출신 노효준, 노국전, 노효몽, 노효진, 노효함, 노효욱, 그리고 노정관이다. 일찍이 기독교를 온 노가(魯家) 마을이 믿어서 각 가정마다 목회자들을 배출하였고, 그의 형님 노윤경도 목회자가 되었고 춘천, 삼척, 그리고 제주도에서 사역을 하였다. 그의 모친은 춘천에서 소천하였고, 그의 부친은 제주도에서 소천하였다. 이와 같이 노윤석은 기독교 환경 속에서 고읍교회(古邑敎會)서 경영하는 교회유치원을 6살부터 다녔다. 1935년 봄에 숭신학교(가물남 장로교회에서 설립)라는 초등학교에 입학하여 6학년 졸업할 때까지 모범생을 하였다. 신앙이 좋아서 수업시간전에 기도로 시작하였다고 한다. 모범생으로 일본유학을 추천되었으나 김순복 할머니가 반대하여 가지 못하였다. 선천 상업학교를 졸업한 후에 선천군 승지동의 유지인 김의백의 둘째 딸 김춘옥과 결혼을 하여 노혜정, 노혜선 두 딸을 두었다. 일제시대 강제로 징집되었지만 탈출하여 개마고원에서 내려와 해방을 마주하였다. 김의백은 선천의 유지이며 부자로서 승지동의 교회에서 많은 사람들을 도왔던 장인이었다. 1947년에는 파주에 있는 천현초등학교에서 교사를 3년간 근무하였고, 1951년 부산 고려신학교에서 입학하여 1958년 별과 3년을 마쳤다. 그는 평생 3곳에서 목회를 하였는데 첫 부임지 경북 인동장로교회였다. 이용근 장로, 이태근 장로와 함께 예배당을 신축하였다. 두 번째는 영등포 한남교회였다. 운수업자였던 김수길 권사가 자동차 2대를 팔고 예배당 건축에 많은 헌신을 하였다. 그리고 마지막으로 매형인 전칠홍 목사가 세운 서울 숭신교회였다. 숭신교회당 건축시 매제인 김병철 회장으로부터 많은 도움을 받았다. 박윤선 박사와 매우 가깝게 지냈으며 합신총회장,
 합동신학대학원대학교의 이사와 기독교 개혁신보사 이사장을 역임하였다. 김홍전 박사의 영향으로 성경신학적 설교와 개혁신학에 따른 목회를 추구하였다. 교회의 어려운 많은 사람들을 대한광학의 회장인 김병철 (기업인)처남에게 돕게하였다. 시인이며 동시에 기독교 전문학자인 최충산 목사에 따르면 노회 때 밤이 새도록 젊은 이들의 의견을 다 수용해 주고 겸손하고 인자한 목회자로 평가한다. 나두산 목사에 따르면 다윗군선교회와 같은 여러 선교단체를 후원하였다고 한다.

## 목회철학
석광교회 원로목사인 김재완 목사에 따르면 어린아이처럼 순박하고 마음이 넓으신 분으로 단순하게 평생을 목회를 위해 헌신한 분으로 평가한다. 노윤석 목사의 목회철학은 항상 모든 일에 먼저 기도로 시작하고 교회일을 봉사하신 기도의 종이었다. 어려운 시기와 앞날의 방향을 결정하기 위하여 산속 굴에서 늘 기도를 하였다. 또한 자신의 생각보다는 하나님의 말씀에 순종하는 목회자였다. 항상 하나님이 다 계획하시고 준비하시고 그 뜻에 순종하는 삶으로 목회를 하였다. 항상 하나님의 뜻을 묵묵히 기다림으로 서두르지 않고 하나님이 앞서 가셔서 일하시도록 하며 따라가는 하나님께 순종하는 종이었다. 그는 어릴적부터 부모님의 말씀에 철저하게 순종한 효자였는데 목회자가 되어서 하나님 아버지께 언제나 순종하는 목회를 하였다. 또한 그의 신학은 항상 천국을 사모하고 주의 재림을 기달리며 항상 준비하는 종말론적 신앙을 강조하였다. 벧후 3:12절에 “하나님의 날이 임하기를 바라보고 간절히 사모하라”고 늘 설교하였다. 이런 그의 목회철학의 특징은 철저하게 어릴적부터 주일학교로부터 배운것이요 신학교에서는 박윤선 박사, 김홍전 박사, 한상동 박사 그리고 한부선 선교사와 같은 훌륭한 목회자들로부터 큰 영향을 받은 것이었다. 
첫째 딸인 노혜정 권사에 의하면 그는 방문하는 성도에게는 꼭 알아야 할 8가지 축복의 말씀이 있다고 한다. 1. 영생의 축복 2. 하나님의 자녀가 된 축복 3. 죄에서 해방된 축복 4. 사망에서 해방된 축복 5. 부활의 축복 6. 천국 시민권을 받은 축복 7. 천국에 예비된 처소를 갖는 축복 8. 천년동안 하나님과 왕노릇하는 축복이라고 한다.

## 저서
1. <하나님의 은혜 감사 간증서> (이컴비즈넷: 2008)
2. <어린이 10분 설교집 꼴인> (백합출판사: 1985)
3. <천국을 향하여> (백합출판사: 1995)

## 인물과 교회 사진들

traditional
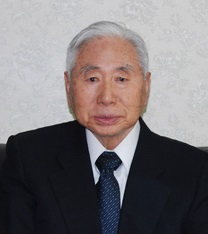
노윤석 목사, 서울 숭신교회
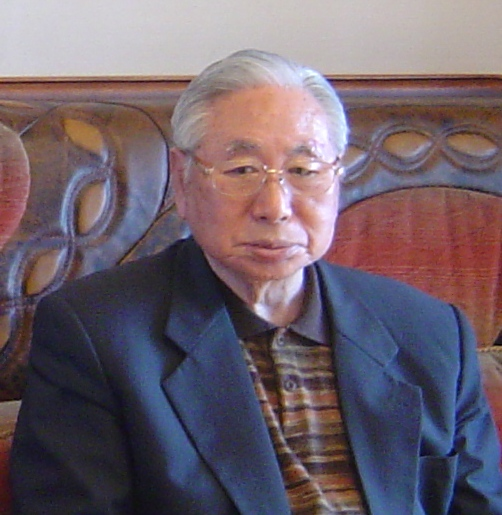
노윤석 목사, 수원 망포동
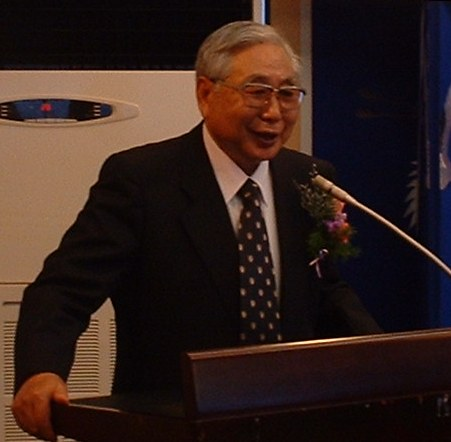
서울 숭신교회 노윤석 목사
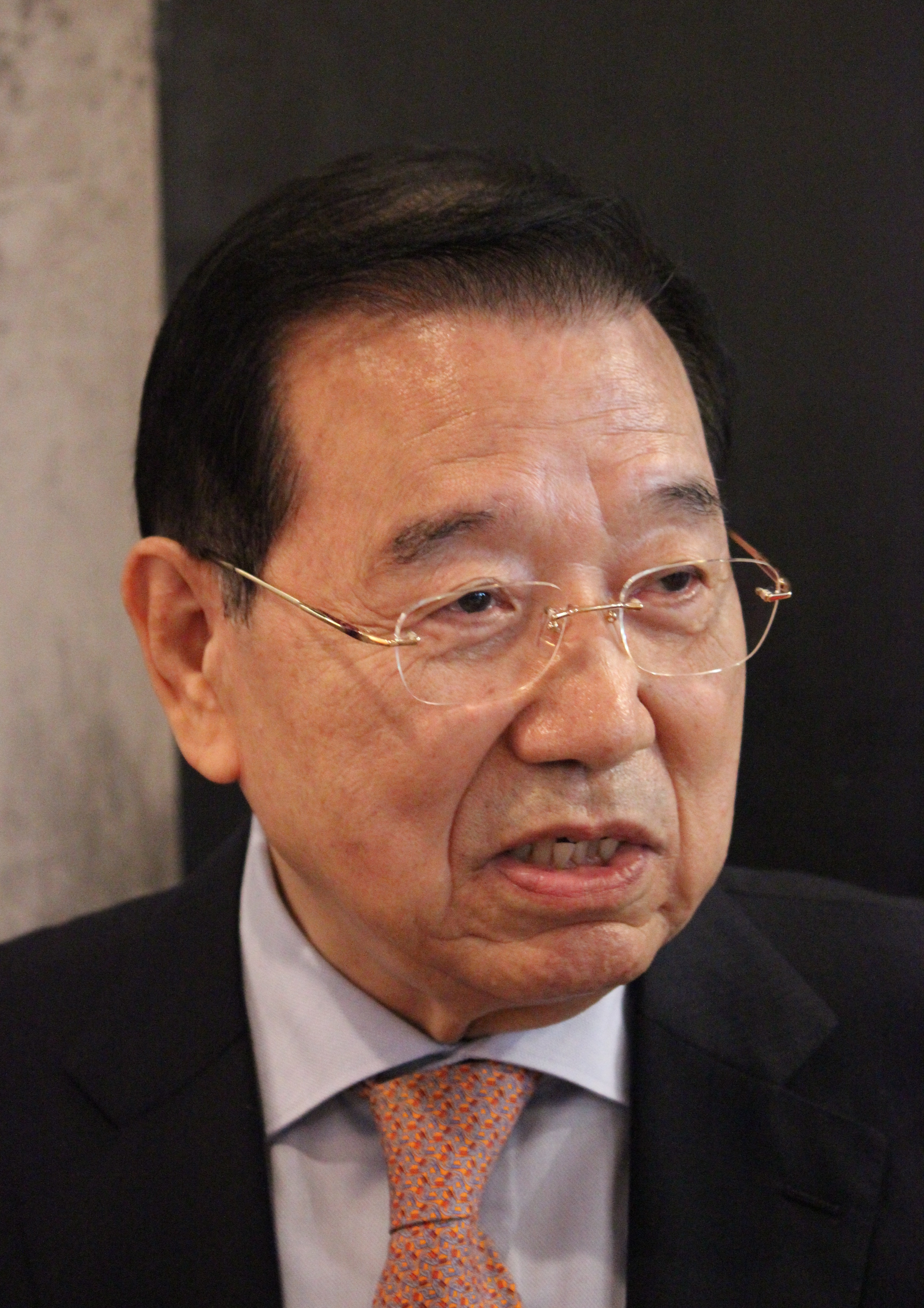
대학광학 회장이며 기업인 매제인 김병철 회장은 교회당 건립시 큰 도움을 주었다.
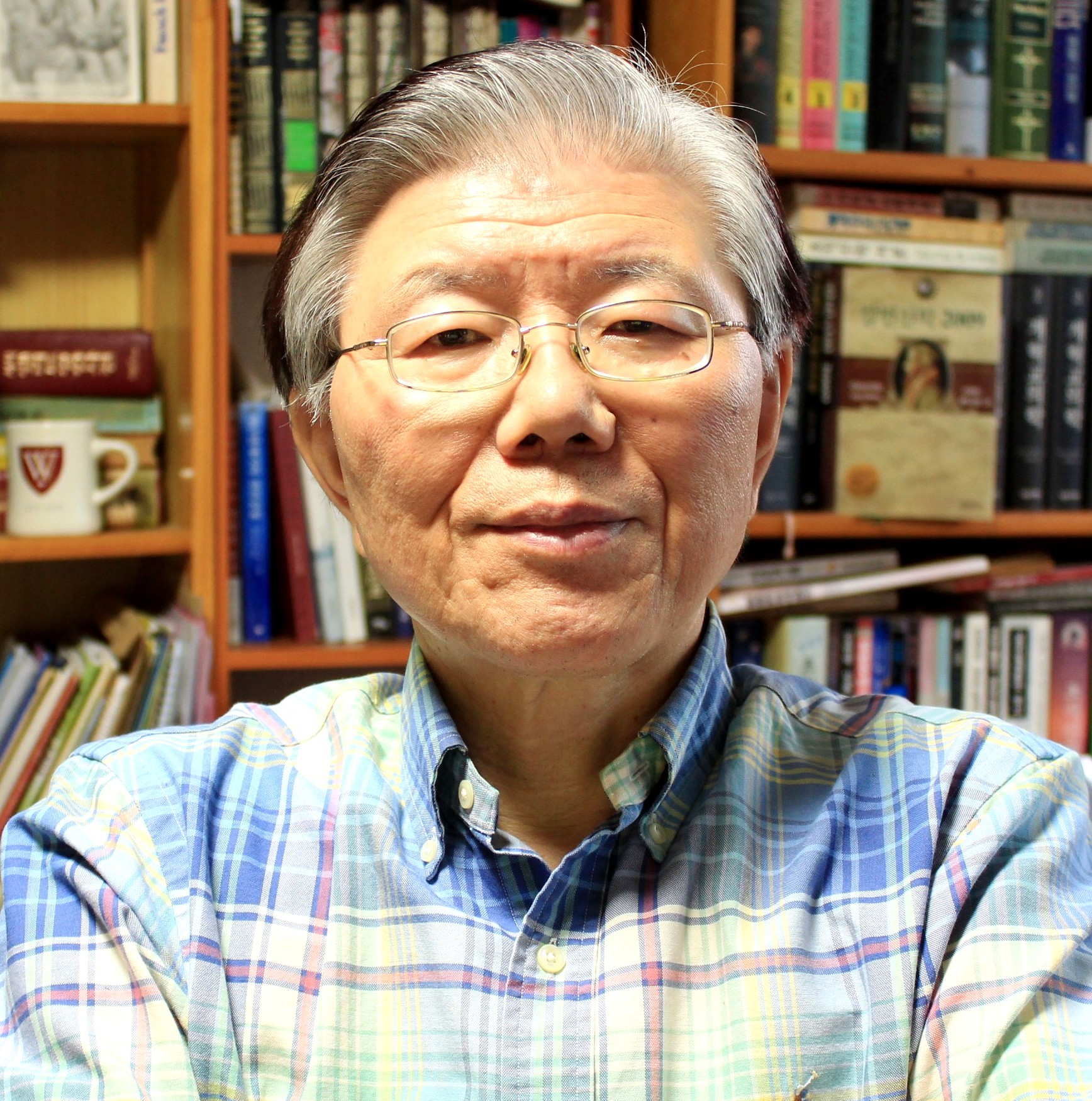
그의 사위인 평택대학교 피어선신학전문대학원 안명준 교수
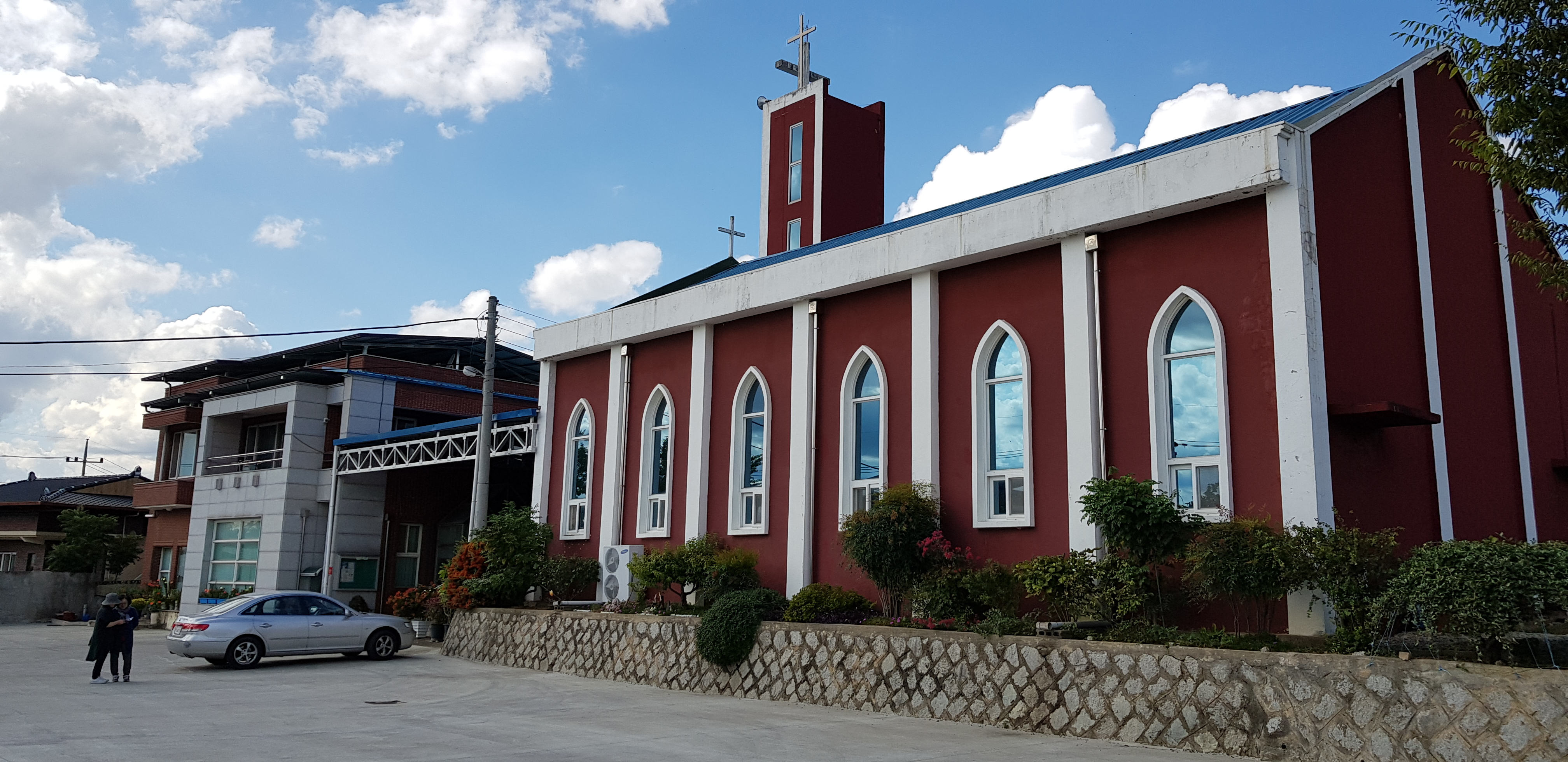
경북 아포 인동교회
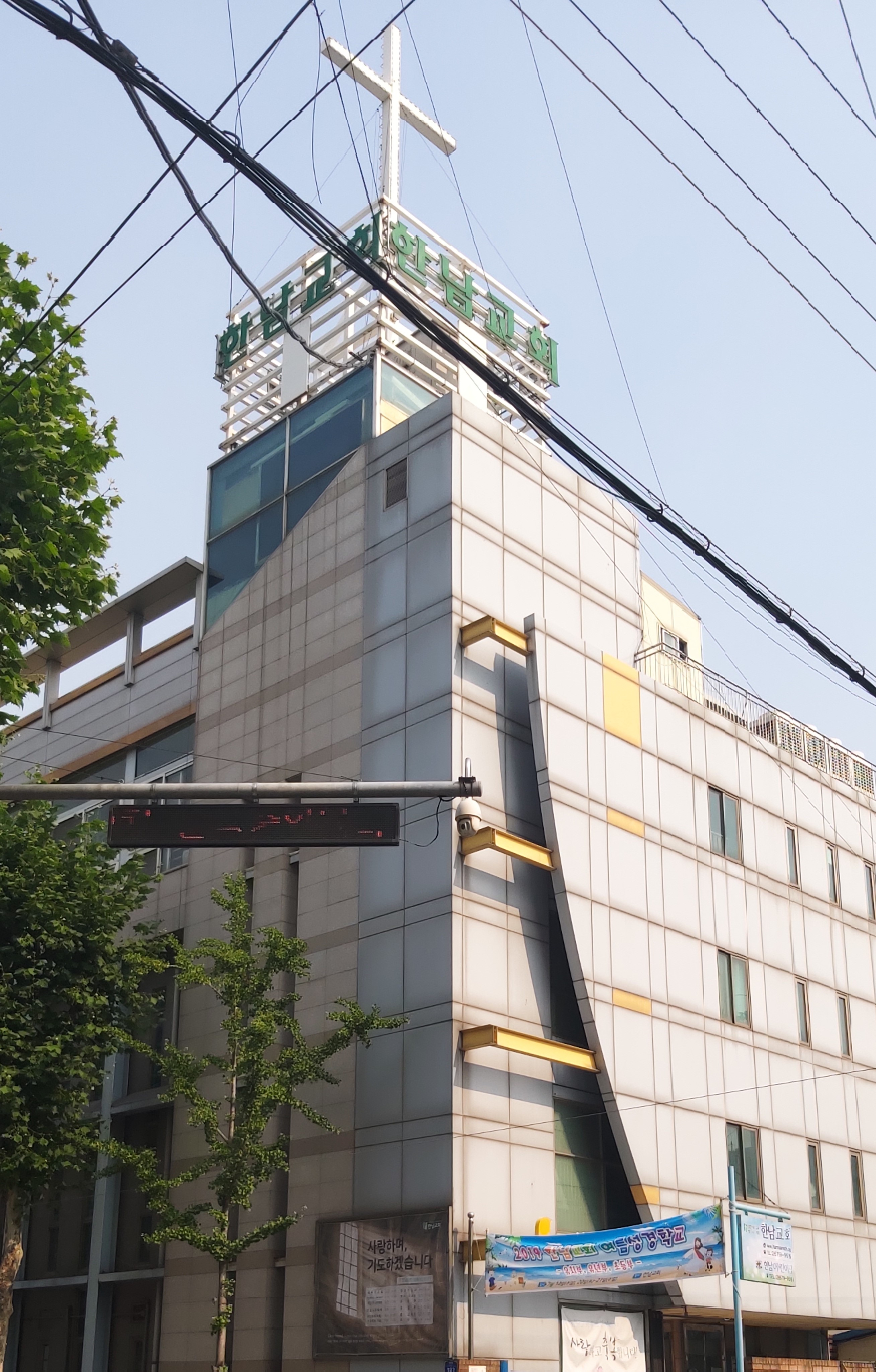
영등포 한남교회
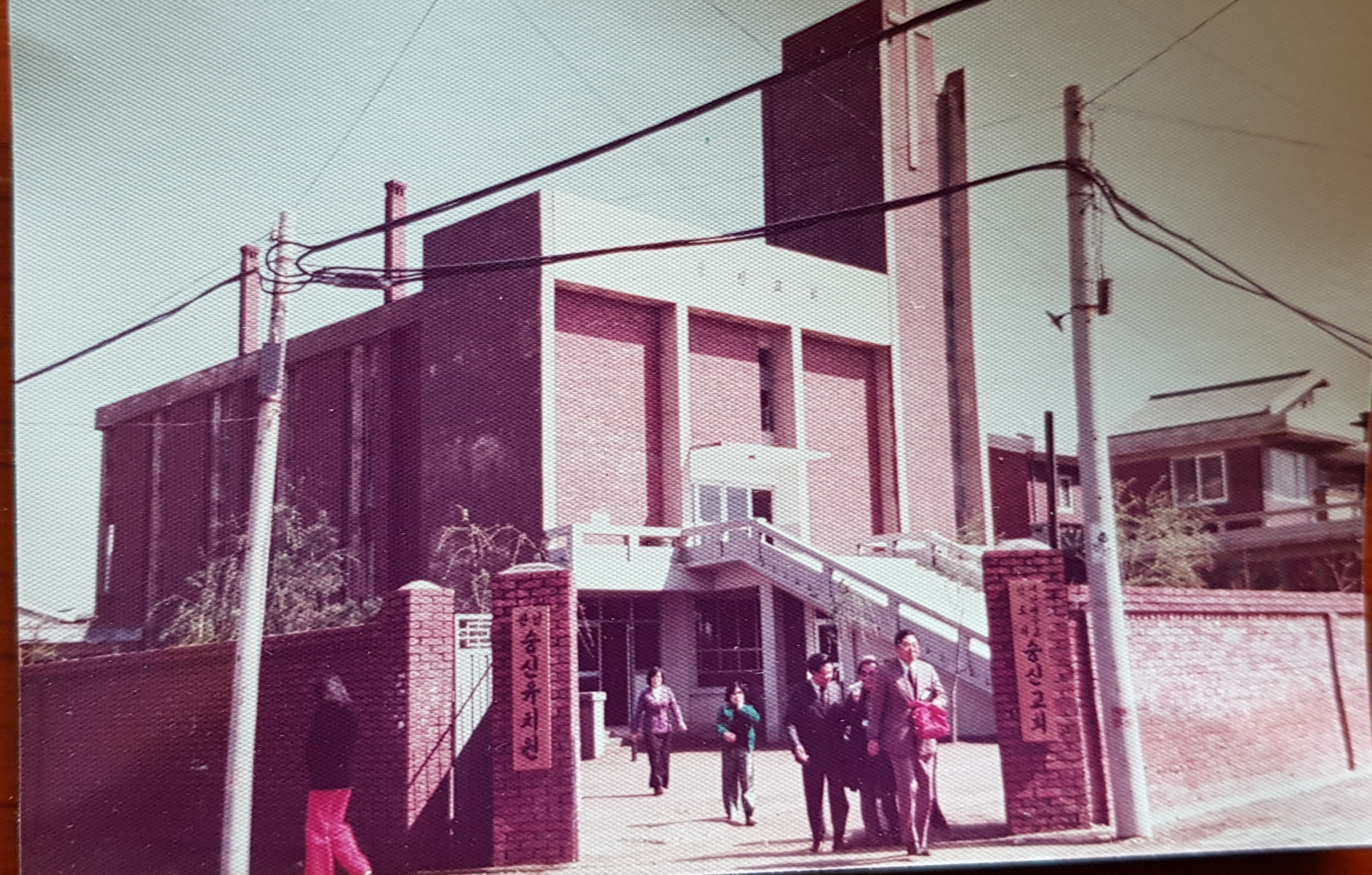
서울 숭신교회
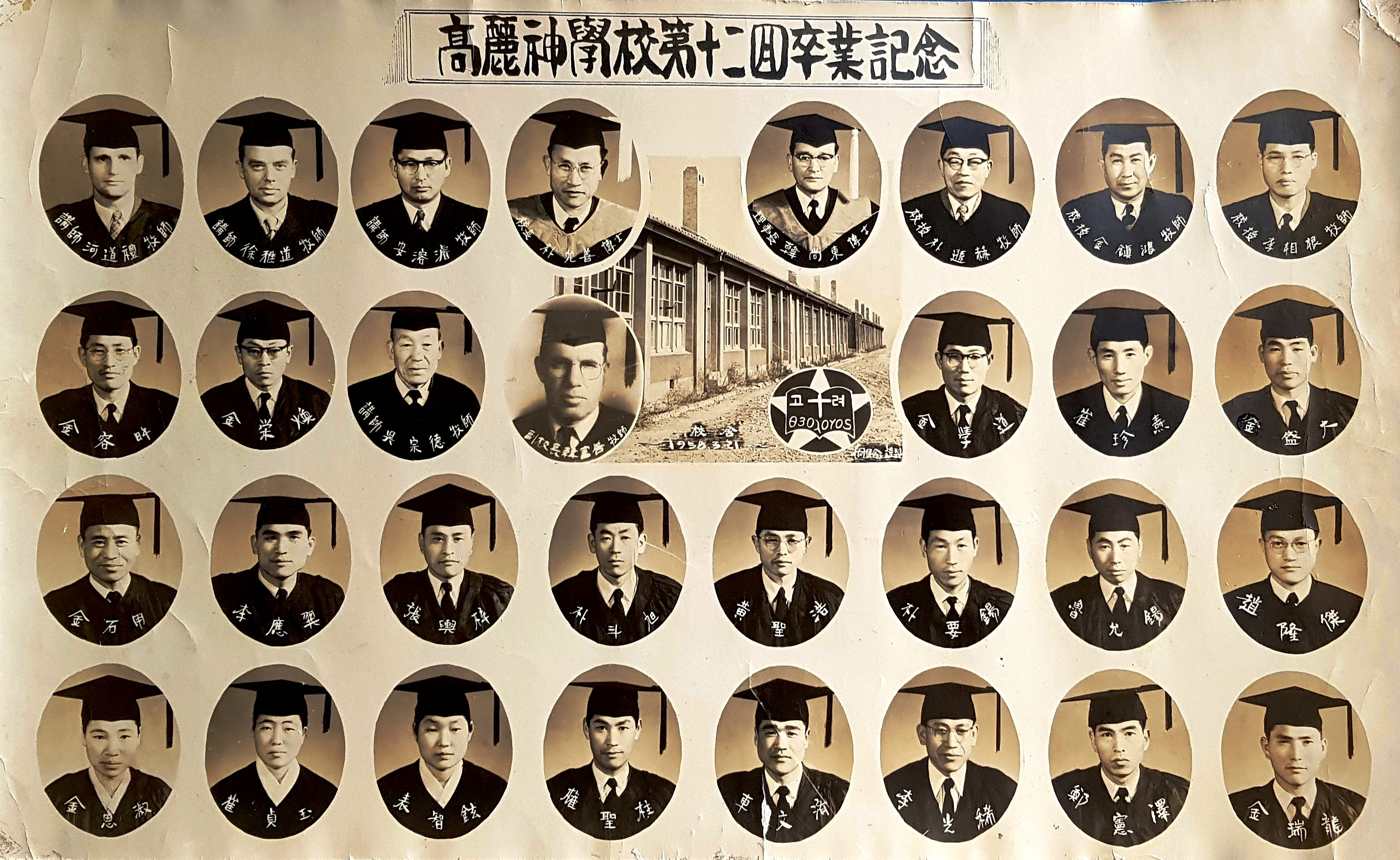
1958년도 고려신학교 제 12회 졸업생 사진, 졸업생 서울 숭신교회 노윤석 목사 보관
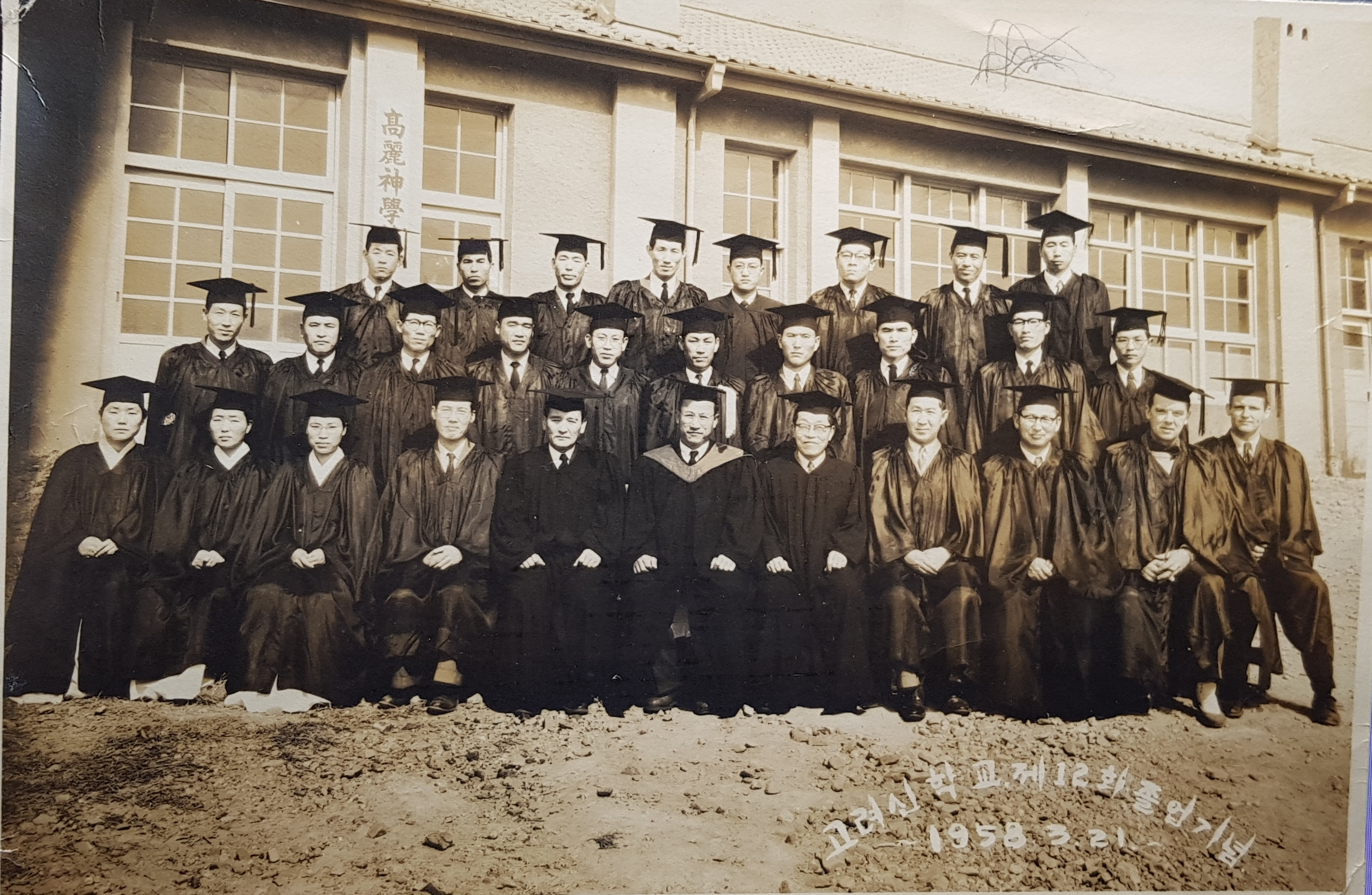
고려신학교 제 12회 졸업식사진 1958년
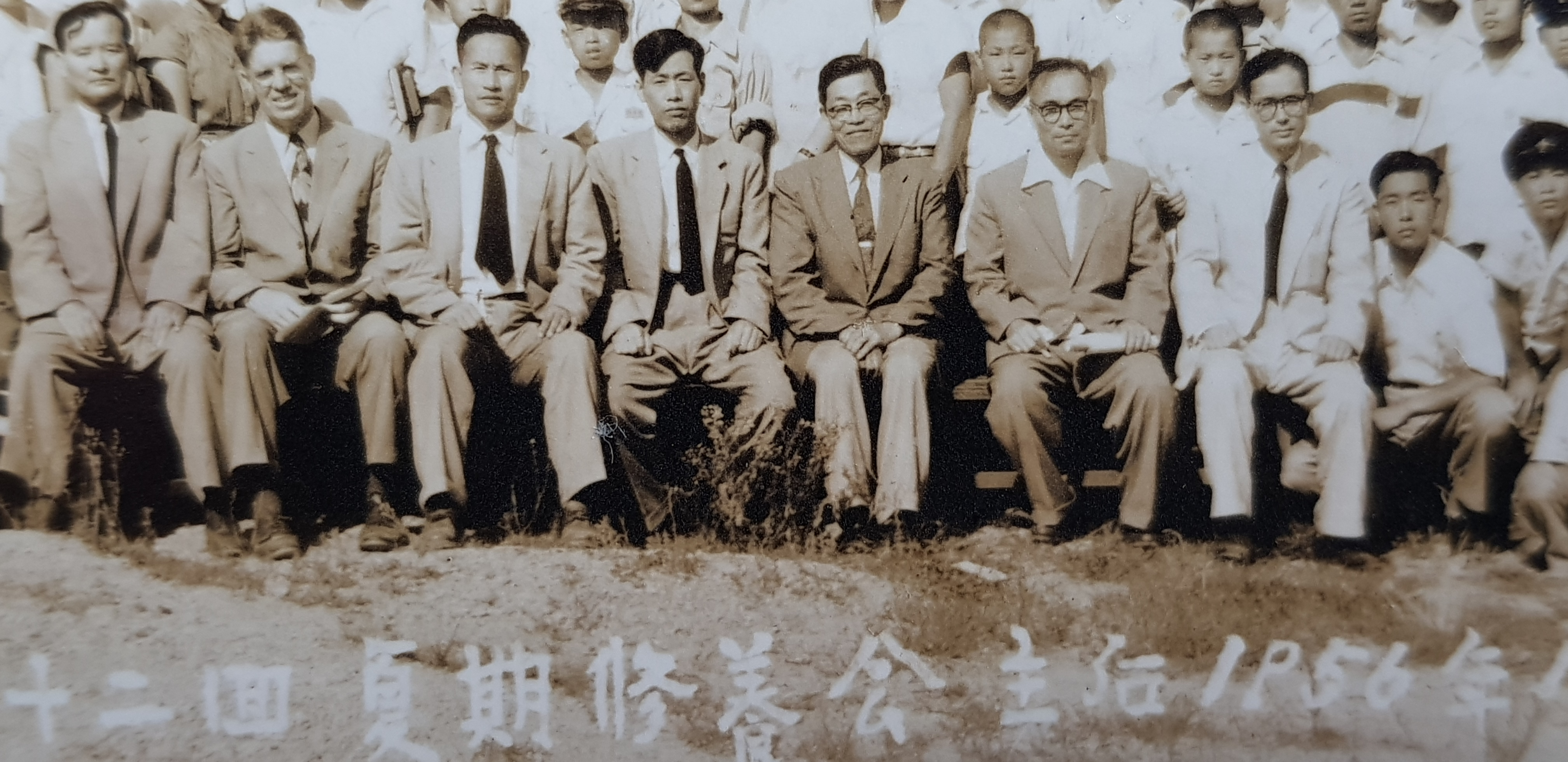
고려신학교 교수들, 좌로부터 한상동, 한부선, 박윤선, 전칠홍, 박손혁, 1956년
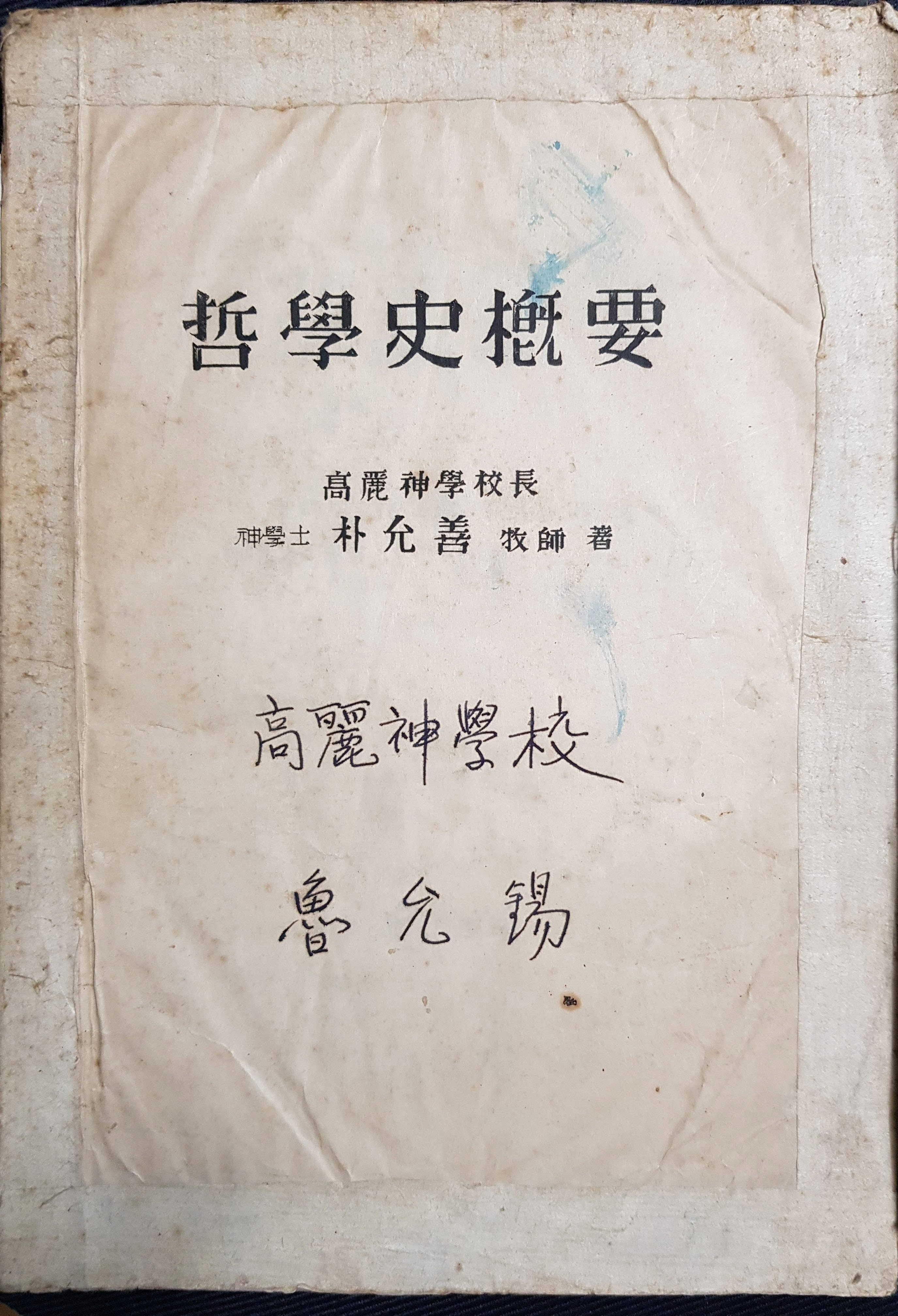
정암 박윤선 박사의 철학사개요 부산 고려신학교(1957년 전후), 제자 노윤석 목사 노트
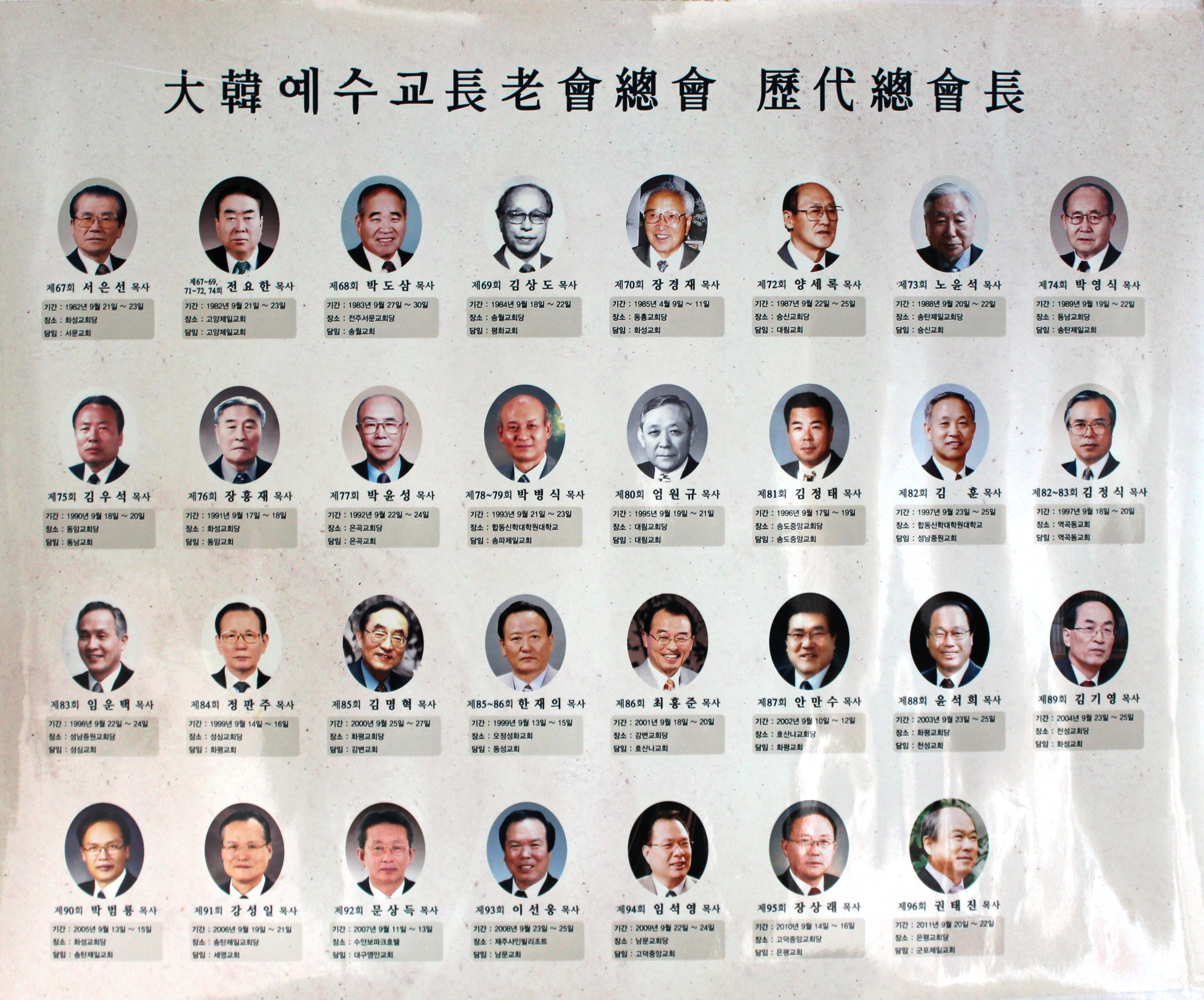
대한예수교장로회(합신) 총회장들

## 같이 보기
- 박윤선
- 전칠홍
- 한상동
- 김병철 (기업인)
- 안명준
- 개혁주의
- 한국의 목회자 목록
- 대한예수교장로회(합신)

## 참고 문헌
- 노윤석, 과거지사를 돌아보자-머리글, 합동소식, 012( V.2-4) 1987,03.
- 안명준, "기도와 사랑을 실천한 노윤석목사", <그리워지는 목회자들: 백향목처럼 아름다운 이야기>, 271-291 (아벨서원, 2020).